# Haigang
Haigang (en chino, 海港; pinyin, Hǎigǎng (escuchar)ⓘ) es un distrito urbano bajo la administración directa de la Prefectura Qinhuangdao  en la Provincia de Hebei, República Popular China.  Su área es de 718 km² y su población total para 2010 superó los 760 mil habitantes. 

## Administración
Desde julio de 2023, el  Distrito Haigang  se divide en 18 pueblos que se administran en 10 subdistritos y 8 poblados.

## Toponimia
El topónimo Haigang [/Jái-Kang/] significa 'puerto marítimo', recibe su nombre del Puerto de Qinhuangdao ubicado en este distrito.